# Saturday Night's Alright for Fighting
Saturday Night's Alright for Fighting är en rocklåt av Elton John och Bernie Taupin. Låten släpptes som den första singeln från albumet Goodbye Yellow Brick Road från 1973 och nådde nummer 12 på Billboard Hot 100.